# Caicaus I
Izaldim Caicaus ibne Caicosroes (árabe/em persa: عز الدين كيكاوس بن كيخسرو - Izz al-Dīn Kaykā'ũs bin Kaykhusraw), melhor conhecido como Caicaus I (em latim: Caicaus I) e Izaldim Caicaus I (em turco:  I. Izzeddin Keykavus), foi o sultão de Rum entre 1211 e a sua morte em 1220. Ele era o filho mais velho de Caicosroes I.

## Sucessão

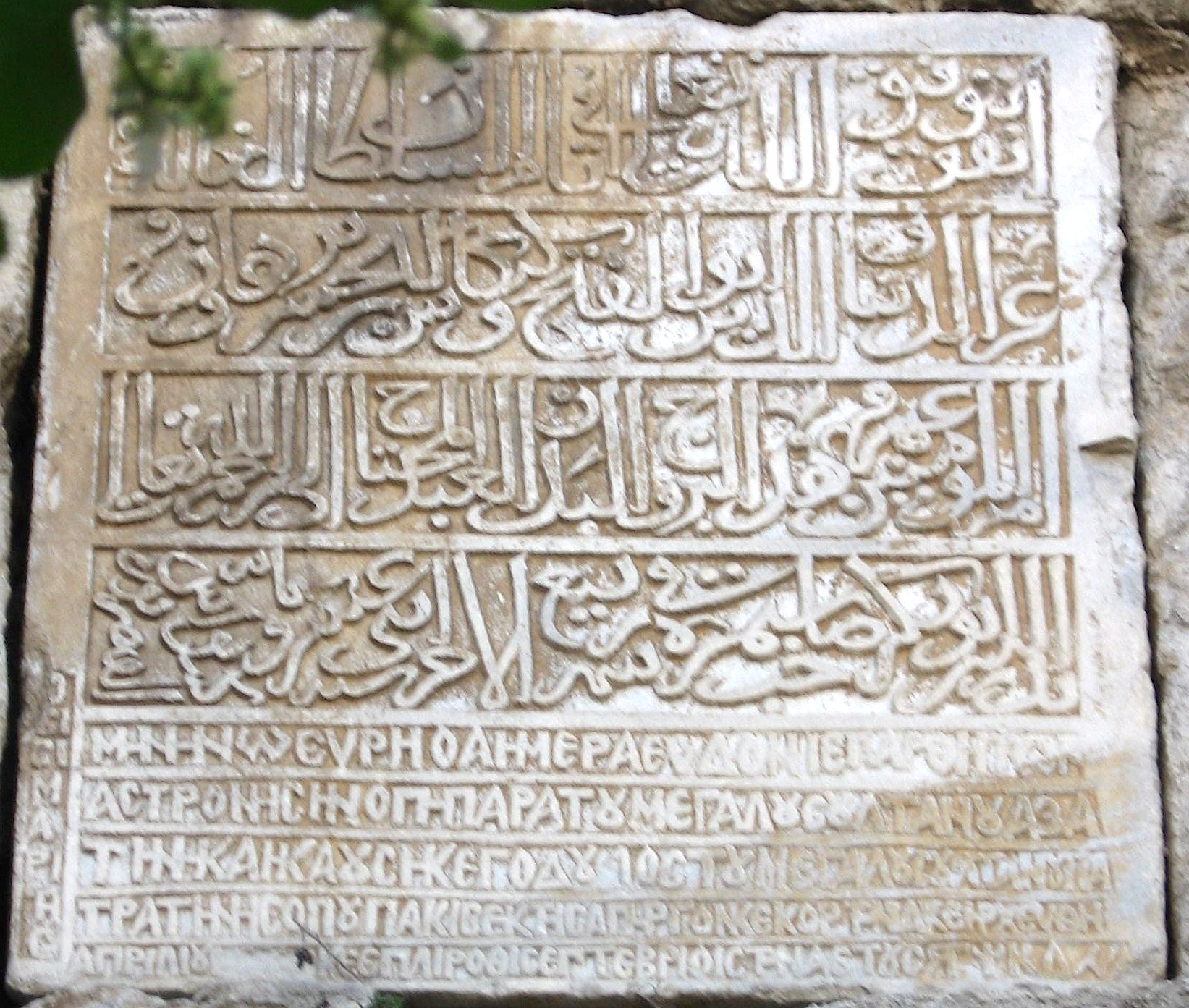
Inscrição bilíngue de Caicaus em Sinope

Com a morte de Caicosroes I após a Batalha de Antioquia no Meandro em 1211, dois irmãos mais novos de Caicaus,
Caiferidum Ibraim e o futuro sultão Caicobado I, o desafiaram pelo trono. Caicobado inicialmente conseguiu amealhar algum apoio entre os vizinhos do Sultanato, particularmente com Leão I, o rei da Cilícia Armênia, e Tugril Xá, seu tio e governante independente de Erzurum. Em paralelo, Caiferidum colocou em perigo o recém-conquistado porto mediterrâneo de Antália ao buscar ajuda dos francos de Chipre. A maior parte dos emires, a poderosa aristocracia proprietária de terras do sultanato, apoiaram Caicaus. A partir de sua base em Malátia, Caicaus tomou Caiseri e, em seguida, Cônia, forçando Leão a mudar de lado. Caicobado foi forçado então a fugir para a fortaleza de Ancara, onde ele buscou a ajuda das tribos turcomanas dos Castamonu. Caicaus rapidamente prendeu seus dois irmãos e assegurou o trono para si.
Durante esta época, de considerável perigo, Caicaus negociou um tratado de paz com Teodoro Láscaris, o imperador de Niceia (o estado sucessor do Império Bizantino após o saque de Constantinopla pela Quarta Cruzada). Este tratado marcou o fim das hostilidades entre o estado seljúcida e o Império de Niceia, ainda que alguns nômades turcos continuassem a provocar problemas na fronteira.

## A fronteira oriental e a Quinta Cruzada
Com Antália segura e as terras no ocidente em paz, Caicaus voltou sua atenção para leste. Durante a Quinta Cruzada, os cruzados se aliaram a ele e forçaram os aiúbidas a um conflito em dois frontes.

## Conquista de Sinope
A contribuição mais importante de Caicaus ao estado seljúcida foi a conquista do porto de Sinope, no Mar Negro. Em 1214, guerreiros tribais turcos capturaram Aleixo, o grande comneno do Império de Trebizonda, enquanto ele estava numa caçada fora da cidade. O refém foi entregue ao sultão e negociou sua liberdade entregando a cidade de Sinope e se tornando um vassalo do sultão. Os seljúcidas conquistaram finalmente um posto no Mar Negro tão bom quanto o já seguro porto de Antália, no Mediterrâneo, e isolaram o Império de Niceia do Império de Trebizonda. A transferência de posse se deu num domingo, 1 de novembro, com a presença do sultão e do grande comneno. Aleixo foi bajulado por diversos dias até que pediu, educadamente, para retornar a Trebizonda.
Após a transferência, o comércio europeu e bizantino continuou na cidade. Caicaus nomeou um armênio, Rais Hetoum, governador da população mista de gregos e turcos. Entre abril e setembro de 1215, as muralhas da cidade foram reconstruídas sob a supervisão do arquiteto grego Sebastos e patrocinadas por quinze emires seljúcidas. A obra foi comemorada por uma inscrição bilíngue numa torre perto do portão ocidental.

## Monumentos
Em 1217, Caicaus construiu a chamada Şifaiye Medresesi em Sivas. O edifício foi projetado como um hospital e uma escola de medicina. O mausoléu do sultão está localizado no iwan sul do edifício, sob uma cúpula cônica. A fachada conta com um poema, de autoria do sultão, em azulejos de faiança.